# 삼차 형식
대수기하학과 대수적 수론에서, 삼차 형식(三次型式, 영어: cubic form)은 어떤 벡터 공간 또는 가군 위에 정의된 3차 동차 다항식이다. 즉, 선형 형식과 이차 형식의 다음 차수의 동차 다항식이다.

## 정의

### 표수 0의 경우
가환환 {\displaystyle K}가 다음 조건을 만족시킨다고 하자.
- {\displaystyle \alpha -\beta \subseteq \operatorname {Unit} (K)}인 {\displaystyle \alpha ,\beta \in \operatorname {Unit} (K)}가 존재한다.

여기서 {\displaystyle \operatorname {Unit} (K)}는 {\displaystyle K}의 가역원군이다.
특히, 만약 {\displaystyle K}에서 ½이 존재한다면, 이 조건이 충족된다. 이 경우
{\displaystyle (\alpha ,\beta )=(+1,-1)}
을 잡을 수 있다.
이 경우, {\displaystyle K}-자유 가군 {\displaystyle M} 위의 삼차 형식은 다음 조건을 만족시키는 함수
{\displaystyle f\colon K\to M}
이다.
{\displaystyle f(\alpha x)=\alpha ^{3}f(x)\qquad \forall \alpha \in K,\;x\in M}

### 일반적 경우
일반적으로 삼차 형식의 분해를 잘 정의하기 위해서는 삼차 형식의 함수 말고도 스칼라 확대를 잘 정의하는 추가 데이터가 필요하다.:187–188, §Ⅱ.4.1
가환환 {\displaystyle K} 위의 가군 {\displaystyle M} 위의 삼차 형식은 다음과 같은 데이터로 주어진다.
- 함수 {\displaystyle f\colon M\to K}
- 함수 {\displaystyle {\tilde {f}}\colon M\otimes _{K}K[t]\to K[t]}

이는 다음과 같은 호환 관계를 만족켜야 한다.
- {\displaystyle f(\alpha x)=\alpha ^{3}f(x)\qquad \forall \alpha \in K,\;x\in M}
- {\displaystyle f({\tilde {\alpha }}{\tilde {x}})={\tilde {\alpha }}^{3}{\tilde {f}}({\tilde {x}})\qquad \forall {\tilde {\alpha }}\in K[t],\;{\tilde {x}}\in M\otimes _{K}K[t]}
- {\displaystyle \iota _{K\to K[t]}\circ f=f\circ \iota _{M\to M\otimes _{K}K[t]}}. 여기서 {\displaystyle \iota _{K\to K[t]}\colon K\to K[t]} 및 <mah>\iota_{M\to M\otimes_KK[t]} \colon M \to M\otimes_KK[t]</math>는 다항식환의 상수 다항식으로 가는 단사 환 준동형 또는 가군 준동형이다.

만약 {\displaystyle K}가 “충분히 크다면” (즉, 첫째 정의에 등장하는 조건을 만족시킨다면), {\displaystyle {\tilde {f}}}를 {\displaystyle f}로부터 재구성할 수 있으나, 이는 일반적으로 성립하지 못할 수 있다.

### 삼차 형식의 분해
삼차 형식 {\displaystyle f\colon M\to K}가 주어졌을 때, {\displaystyle f}를
{\displaystyle f(\lambda _{1}x_{1}+\lambda _{2}x_{2}+\lambda _{3}x_{3})=\lambda _{1}\lambda _{2}\lambda _{3}A(x_{1},x_{2},x_{3})+\sum _{i,j=1}^{3}\lambda _{i}^{2}\lambda _{j}B(x_{i},x_{j})+\sum _{i=1}^{3}\lambda _{i}^{3}f(x_{i})}
와 같이 분해할 수 있다. 여기서 {\displaystyle A}는 가군 준동형
{\displaystyle A\colon \operatorname {Sym} ^{3}(M;K)\to K}
을 정의하며,
{\displaystyle A(x,y,z)=B(x+z,y)-B(x,y)-B(z,y)}
{\displaystyle A(x,y,x)=2B(x,y)}
{\displaystyle A(x,x,x)=6f(x)}
이다.
즉, 만약 {\displaystyle K}에서 6이 가역원이라면, {\displaystyle A}로부터 {\displaystyle f}를 재구성할 수 있다.

## 분류
일반적으로 삼차 형식의 분류는 불가능하며, 그 분석은 복잡한 대수기하학을 요구한다. 다만, 비교적 간단한 체(복소수체, 실수체 등)에서 2항 삼차 형식은 분류될 수 있다. 이는 {\displaystyle n}항 삼차 형식은
{\displaystyle {\binom {n+2}{3}}=(n+2)(n+1)n/6}
개의 계수를 갖는데, {\displaystyle n}차원 공간 위의 일반선형군 {\displaystyle \operatorname {GL} (n;K)}은 {\displaystyle n^{2}}차원이다. 즉, 그 모듈라이 공간은 일반적으로 {\displaystyle (n+2)(n+1)n/6-n^{2}}차원이 된다. {\displaystyle n=2}일 때 이는 0이지만, {\displaystyle n>2}일 때 이는 양수가 되게 된다.

### 복소수 2항 삼차 형식
모든 복소수 2항 삼차 형식은 {\displaystyle \operatorname {GL} (2;\mathbb {C} )}의 작용을 통해 다음과 같은 표준 형식 가운데 하나로 놓을 수 있다.:§4.2
- {\displaystyle x^{3}}
- {\displaystyle x^{3}+y^{3}}
- {\displaystyle x^{2}y}
- {\displaystyle 0}

### 실수 2항 삼차 형식
모든 실수 2항 삼차 형식은 {\displaystyle \operatorname {GL} (2;\mathbb {R} )}의 작용을 통해 다음과 같은 표준 형식 가운데 하나로 놓을 수 있다.:§5.2
- {\displaystyle x^{3}}
- {\displaystyle x^{3}+y^{3}}
- {\displaystyle x^{2}y}
- {\displaystyle x(x^{2}-y^{2})}
- {\displaystyle 0}

## 참고 문헌
1. ↑  Manin, Yuri Ivanovich (1986) [1972]. 《Cubic forms》. North-Holland Mathematical Library (영어) 4 2판. North-Holland. ISBN 978-0-444-87823-6. MR 833513.
2. ↑  McCrimmon, Kevin (2004). 《A taste of Jordan algebras》. Universitext (영어). Springer-Verlag. doi:10.1007/b97489. ISBN 978-0-387-95447-9. MR 2014924. Zbl 1044.17001.
3. 1 2  Banchi, Maurizio (2013). 《Typical ranks of ternary cubic forms over ℝ》 (PDF) (영어). 박사 학위 논문. Università degli Studi di Firenze.[깨진 링크(과거 내용 찾기)]